# Звезда (футбольный клуб, Кропивницкий)
«Звезда́» (иногда «Зи́рка», укр. «Зі́рка») — украинский футбольный клуб из города Кропивницкий. Основан в 1911 году. Трёхкратный победитель первой лиги Украины (1994/95, 2002/03, 2015/16).

## Прежние названия
- 1922—1927: «Красная звезда»
- 1928—1935: «Металлист»
- 1935—1945: «Сельмаш»
- 1948—1952: «Трактор»
- 1953—1957: «Торпедо»
- 1958—1961: «Звезда»
- 1962: «Динамо»
- 1963—1993: «Звезда»
- 1993—1997: «Звезда-НИБАС»
- 1998—н. в.: «Звезда»

## История
Согласно исследованиям местных историков и краеведов, футбол попал в Елисаветград в конце XIX века благодаря англичанам, рабочим завода «Эльворти» (современное ОАО «Эльворти»). Футбольную форму и мячи возили английские фабриканты братья Эльворти. Все городские и цеховые матчи в роли рефери обслуживал управляющий заводом А. Юнгман.

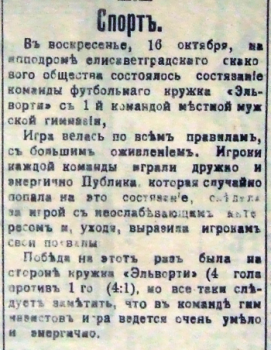
Газетная статья о первом матче футбольного кружка Эльворти.

Футбол начинает постоянно и крепко входить в жизнь елисаветградской молодёжи. 16 (29) октября 1911 года на елисаветградском ипподроме состоялся матч между командой футбольного кружка завода Эльворти и первой командой мужской гимназии. Победили рабочие завода со счётом 4:1. Эта дата считается датой основания футбольного клуба «Звезда»
Бурное развитие дореволюционный футбол приобрёл в 1913—1914 годах, им увлекались простые жители города. С началом Первой мировой войны футбольная жизнь в городе на некоторое время утихла. В 1915—1917 годах проходили встречи местного значения, ведущими командами были «Сфинкс», «Молния», «Диагор». Во время гражданской войны бывшие игроки воевали в различных армиях. Только в 1921 году начали возобновляться футбольные встречи, в которых принимали участие рабочие местных заводов и фабрик. Образованная на их основе сборная города 24 июля 1921 года проиграла не очень сильной сборной Москвы — 1:4.
В 1922 году при центральном клубе рабочих организовались две команды, в которые вошли рабочие заводов «Красная звезда» и «Красный профинтерн». Они играли с командами железнодорожников («Урал») и кавалерийской школы. В 1923 году команды двух заводов были разделены. А в 1925 году рабочие «Красной звезды» построили себе футбольную площадку на Новониколаевке (один из районов Кропивницкого), где жило большинство рабочей молодёжи. Это стало толчком для развития футбола в городе. С 1927 года начали проводиться первенства Зиновьевска, где чаще всего побеждал «Металлист», защищающий цвета завода «Красная звезда», и команда авиабригады.
С 1922 года команда неоднократно выступала в чемпионатах и кубках Украинской ССР среди команд коллективов физкультуры. Название команды, защищающей честь завода «Красная звезда», изменялось: «Красная звезда», «Металлист», «Сельмаш», «Трактор», «Торпедо». Под названием «Торпедо» кировоградцы достигли самых больших успехов, завоевав бронзовые медали чемпионата УССР (1955), Кубок центрального совета спортобщества «Торпедо» (1953), Кубок Республиканского совета профсоюзов (1954), а в 1953 году и Кубок УССР.

## Чемпионаты СССР
В 1958 году команда под названием «Звезда» дебютировала среди команд мастеров в классе «Б». Первый матч в чемпионате команда сыграла в Кировограде 20 апреля 1958 года против команды города Воронежа, «Звезда» проиграла 0:1. 8 сезонов команда выступала в этих соревнованиях и четырежды входила в тройку ведущих команд зоны. После этого 6 сезонов команда провела среди команд мастеров второй группы класса «А», где также постоянно была среди основных претендентов на высокие места, а с 1971 года «Звезда» постоянный участник чемпионатов СССР среди команд второй лиги украинской зоны. В 1961 году «Звезда» выиграла «Рубиновый Кубок» за наибольшее количество забитых мячей (73).
За двадцать один год выступлений команда неоднократно попадала в первую пятёрку ведущих команд, но, в основном, находилась в середине турнирной таблицы. В 1973 и 1975 годах «Звезда» повторила своё достижение многолетней давности, дважды завоевав Кубок УССР.
В начале 80-х годов XX века в кировоградском футболе начался спад, и команда постепенно перешла в разряд безнадёжных аутсайдеров. В 1990 и 1991 годах команда занимала места, которые лишали её статуса команды мастеров, но оба раза её оставляли среди участников чемпионата.
В общем во всех лигах чемпионатов Советского Союза команда провела 1400 игр. Последний матч в чемпионатах СССР «Звезда» сыграла в Кировограде 9 ноября 1991 года против черкасского «Днепра». Черкасская команда выиграла со счётом 3:2.
Первый матч в Кубке СССР команда «Сельмаш» провела 10 мая 1938 года против херсонского «Знания» (матч 1/256 финала). Хозяева победили 2:1. В 1/128 финала 15 мая «Сельмаш» уступил кременчугскому «Дзержинцу» 0:2. Следующий раз в Кубке команда принимала участие в Кубке через 15 лет — в 1953 году.
Всего в розыгрышах Кубка СССР команда принимала участие 14 раз, сыграв 26 игр. Наиболее удачным был сезон 1966/1967, в котором команда вышла в 1/32 финала.
Свой последний матч в Кубке Советского Союза «Звезда» провела 5 апреля 1970 года в Кировограде против криворожского «Кривбасса». Гости победили 1:0.

## Чемпионаты Украины

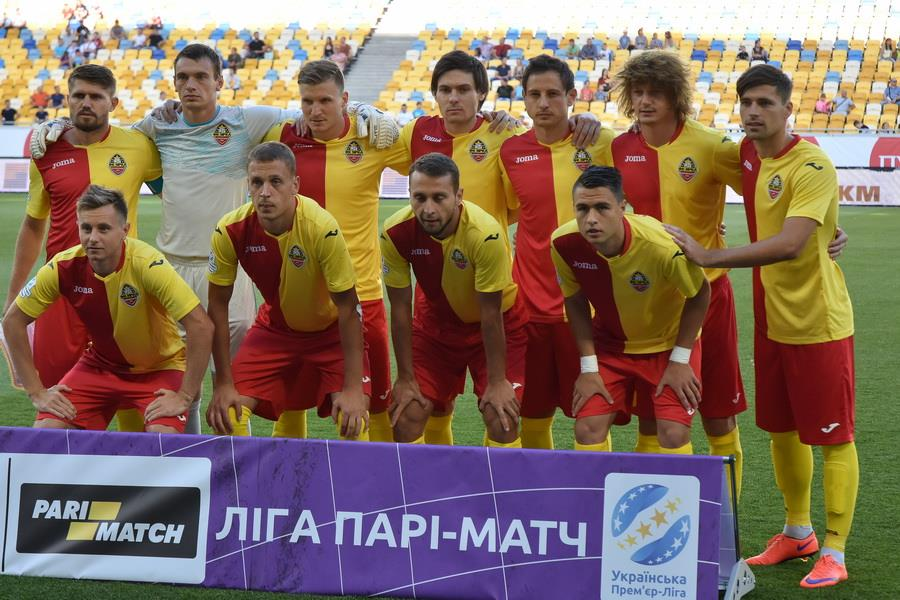
Команда перед первым матчем сезона 2016/2017 против донецкого «Шахтёра»

Выступления в чемпионате независимой Украины команда начала с переходной лиги. Первый матч «Звезда» сыграла в Харькове, против местного «Олимпика», 11 апреля 1992 года. Матч закончился со счётом 3:1 в пользу хозяев поля. Первый гол команды в чемпионатах Украины забил Алексей Варнавский. По итогам сезона «Звезда» заняла 4-е место в своей подгруппе и вышла во Вторую лигу.
29 ноября 1993 года команда была переименована в «Звезда-НИБАС» и перед ней была поставлена задача за два года выйти в Высшую лигу. В сезоне 1993/1994 команда заняла 3-е место во Второй лиге и вышла Первую лигу. В следующем сезоне «Звезда-НИБАС», будучи командой-дебютантом, стала чемпионом Первой лиги, лидируя в турнирной таблице с 4-го тура чемпионата.
| Близнюк Руснак Соболь Мошевич Боровский Беличенко Козаков Фёдоров Пискун Мызенко Борисенко                  |
| Состав «Звезды-НИБАС» в сезоне 1995/96, под руководством Александра Ищенко занявший 6-е место в Высшей лиге |

В дебютном для себя сезоне в Высшей лиге команда заняла 6-е место, что является наивысшим достижением клуба в чемпионатах Украины, в следующем — замкнула десятку сильнейших. В декабре 1997 года клубу было возвращено старое название «Звезда». Сезоны 1997/1998 и 1998/1999 команда провела в середине турнирной таблицы. Чемпионат 1999/2000 был одним из наименее удачных в истории команды. Клуб занял последнее место, не выиграв ни одного матча, и опустился в Первую лигу, в которой выступал следующие 3 года. В сезоне 2002/2003 «Звезда» стала чемпионом среди команд Первой лиги и вновь поднялась в Высшую лигу. Однако в следующем чемпионате команда опять заняла последнее место. Клуб должен был продолжить играть в Первой лиге, но из-за недостаточного финансирования 13 июля 2004 года снялся с соревнований. Несмотря на это команда была включена в состав Второй лиги, где она провела еще 2 сезона, находясь в нижней части турнирной таблицы. 11 июля 2006 года «Звезда» была лишена профессионального статуса и снята с чемпионата.

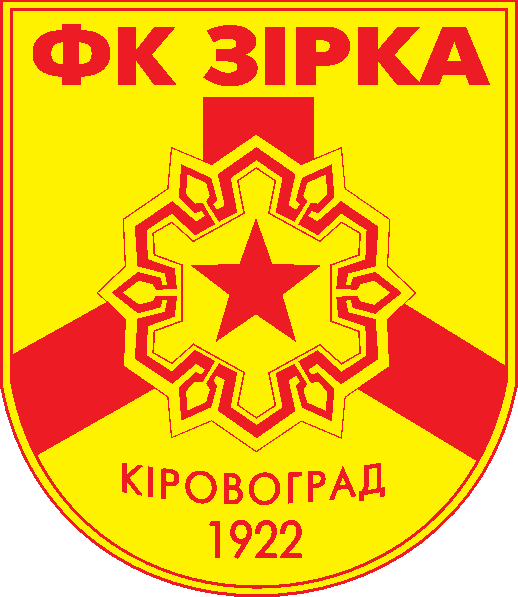
Эмблема клуба в 2008—2011 годах

В июле 2008 года, в результате реорганизации кировоградского «Олимпика» команда была восстановлена. В дебютном чемпионате возрождённая команда стала чемпионом Второй лиги и вышла в Первую лигу. В сезонах 2009/2010 и 2010/2011 команда занимала 12-е место в чемпионате. Проведя ещё несколько лет в середине турнирной таблицы, по итогам чемпионата 2015/2016 «Звезда», в третий раз в своей истории, стала чемпионом среди команд Первой лиги и получила право выступать в Премьер-лиге. На протяжении двух лет клуб находился в нижней половине турнирной таблицы. В сезоне 2017/18 команда заняла 10-е место и вынуждена была играть матчи плей-офф, за сохранение места в высшем дивизионе, с одной из команд первой лиги, которой стала черниговская «Десна». Первая игра, в Кропивницком, завершилась со счётом 1:1, а ответную игру на черниговском стадионе им. Ю. Гагарина, «Звезда» откровенно провалила, пропустив 4 безответных мяча, в результате чего покинула Премьер-лигу. В следующем сезоне руководство клуба существенно сократило расходы на команду, в результате чего из неё ушли практически все основные игроки, и на чемпионат первой лиги «Звезда» заявилась в основном молодёжью. В первой половине сезона 2018/19 годов, в 17-ти играх команда набрала всего 4 очка. 16 февраля 2019 года на сайте клуба появилось заявление, о том, основная команда клуба снимается с чемпионата. Тем не менее клубная академия продолжила функционировать, а уже весной команда начала выступать в чемпионате Кировоградской области. Сезон 2019/20 команда провела в любительском чемпионате Украины, где заняла 6-е место в своей группе.
В розыгрыше Кубка Украины команда участвовала 25 раз. Наивысшим достижением является выход в полуфинал в сезонах 1998/1999 и 1999/2000.

## Руководство
- Президент клуба: Максим Берёзкин
- Исполнительный директор: Андрей Перевозник
- Директор: Сергей Кашуба
- Администратор: Игорь Резниченко

### Тренерский штаб
- Главный тренер: Самир Гасанов
- Тренер: Александр Кочура

### Академия
- Руководитель программы развития детско-юношеского и молодёжного футбола: Вадим Даренко
- Руководитель научно-методической группы: Сергей Собко
- Тренеры-преподаватели:
  - Николай Лапа
  - Алексей Ярюхин
  - Дмитрий Донченко
  - Андрей Антонов
  - Алексей Антонов
- Тренер вратарей: Александр Крикун

## Состав
|  | Флаг Украины | Вр  | Иван Коренев      | 2004 |  |  |  |  |
|  | Флаг Украины | Вр  | Валерий Косивский | 2005 |  |  |  |  |
|  | Флаг Украины | Вр  | Лев Никитчук      | 2005 |  |  |  |  |
|  | Флаг Украины | Вр  | Роман Травкин     | 1990 |  |  |  |  |
|  |              |     |                   |      |  |  |  |  |
|  | Флаг Украины | Защ | Богдан Бобошко    | 2004 |  |  |  |  |
|  | Флаг Украины | Защ | Александр Кавка   | 2005 |  |  |  |  |
|  | Флаг Украины | Защ | Иван Кваша        | 2003 |  |  |  |  |
|  | Флаг Украины | Защ | Владислав Кияница | 2003 |  |  |  |  |
|  | Флаг Украины | Защ | Кирилл Лысенко    | 1999 |  |  |  |  |
|  | Флаг Украины | Защ | Артём Мачелюк     | 1999 |  |  |  |  |
|  | Флаг Украины | Защ | Артём Мошенский   | 2003 |  |  |  |  |
|  | Флаг Украины | Защ | Дмитрий Сабиев    | 2004 |  |  |  |  |
|  |              |     |                   |      |  |  |  |  |
|  | Флаг Украины | ПЗ  | Максим Бондарь    | 2004 |  |  |  |  |
|  | Флаг Украины | ПЗ  | Вадим Гоценко     | 2005 |  |  |  |  |
|  | Флаг Украины | ПЗ  | Игорь Загальский  | 1991 |  |  |  |  |
|  | Флаг Украины | ПЗ  | Сергей Катеринка  | 2002 |  |  |  |  |

|  | Флаг Украины | ПЗ  | Вадим Лобода        | 1998 |  |  |  |  |
|  | Флаг Украины | ПЗ  | Игорь Лопушенко     | 1999 |  |  |  |  |
|  | Флаг Украины | ПЗ  | Олег Манастырный () | 2002 |  |  |  |  |
|  | Флаг Украины | ПЗ  | Никита Марценюк     | 2004 |  |  |  |  |
|  | Флаг Украины | ПЗ  | Даниил Николенко    | 2006 |  |  |  |  |
|  | Флаг Украины | ПЗ  | Игорь Панченко      | 2004 |  |  |  |  |
|  | Флаг Украины | ПЗ  | Максим Сурженко     | 1999 |  |  |  |  |
|  | Флаг Украины | ПЗ  | Кирилл Ткач         | 2004 |  |  |  |  |
|  |              |     |                     |      |  |  |  |  |
|  | Флаг Украины | Нап | Александр Жадан     | 2005 |  |  |  |  |
|  | Флаг Украины | Нап | Андрей Махиня       | 2003 |  |  |  |  |
|  | Флаг Украины | Нап | Андрей Постный      | 2003 |  |  |  |  |
|  | Флаг Украины | Нап | Егор Пурцакин       | 2004 |  |  |  |  |
|  | Флаг Украины | Нап | Максим Скляревский  | 2004 |  |  |  |  |
|  | Флаг Украины | Нап | Ярослав Филюшин     | 2004 |  |  |  |  |
|  | Флаг Украины | Нап | Алексей Чичиков     | 1987 |  |  |  |  |

## Президенты клуба
- Владислав Суворов (1992—1994)
- Василий Ковальский (1994—1998)[6]
- Василий Мухин (1998)[7]
- Александр Никулин (1999—2001)
- Василий Моцный (2001—2004)
- Анатолий Ревенко (2005—2006, почётный президент)[8]
- Николай Онул (2008—2011)[9]
- Максим Берёзкин (2011—н. в.)[10]

### Вице-президенты
- Владимир Богонос (2000—2004)[11]
- Игорь Горожанкин (2005—2006)[12]
- Николай Титов (2011—2015)[13]

## Главные тренеры

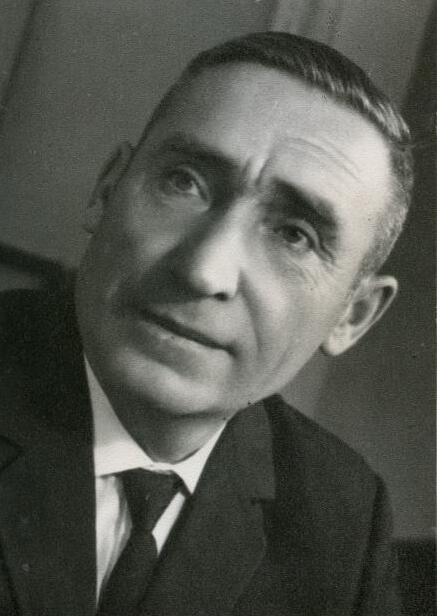
Николай Заворотний
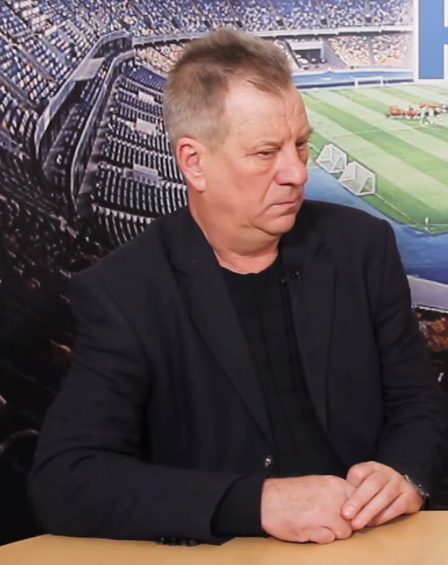
Александр Ищенко
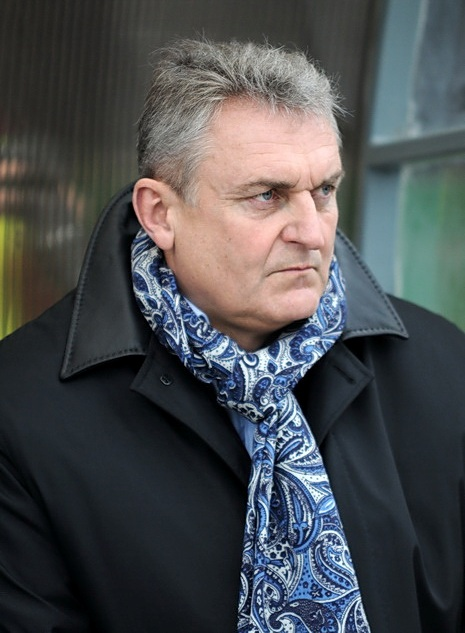
Юрий Коваль
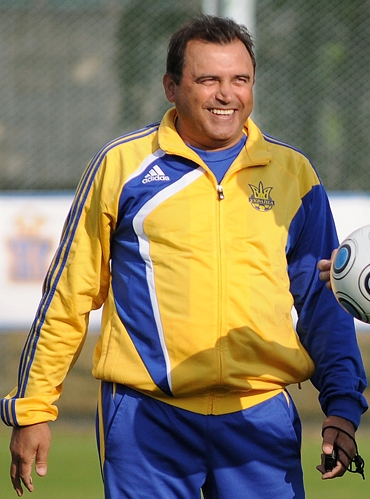
Вадим Евтушенко
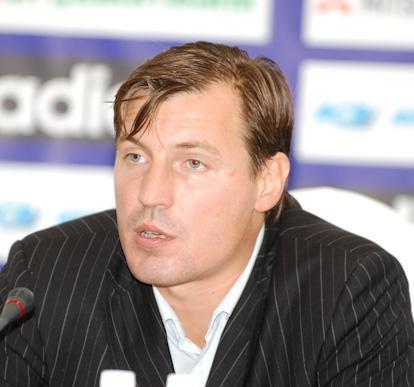
Илья Близнюк
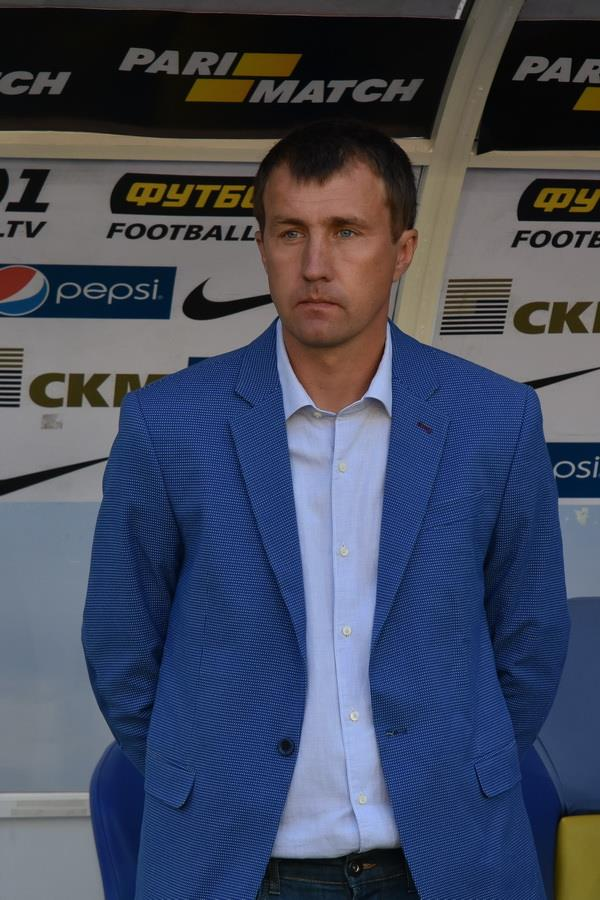
Сергей Лавриненко

## Статистика
Выступления в чемпионате СССР
Выступления в чемпионате Украины
 Уровень І •  Уровень ІІ •  Уровень ІІІ •  Уровень ІV •  Любительский уровень / Уровень КФК

## Рекордсмены клуба
Игроки сыгравшие наибольшее количество игр и забившие наибольшее количество голов в истории клуба

| Место | Игрок               | Период    | Чемпионат | Кубок | Всего |
| ----- | ------------------- | --------- | --------- | ----- | ----- |
| 1     | Валерий Самофалов   | 1976—1990 | 548       | 0     | 548   |
| 2     | Александр Смыченко  | 1970—1984 | 493       | 0     | 493   |
| 3     | Юрий Касёнкин       | 1968—1982 | 430       | 1     | 431   |
| 4     | Анатолий Кравченко  | 1958—1970 | 357       | 10    | 367   |
| 5     | Александр Алексеев  | 1975—1983 | 336       | 0     | 336   |
| 6     | / Игорь Макогон     | 1986—2002 | 309       | 20    | 329   |
| 7     | / Эдуард Денисенко  | 1981—1992 | 324       | 2     | 326   |
| 8     | Владимир Хропов     | 1974—1981 | 291       | 0     | 291   |
| 9     | Михаил Порошин      | 1973—1981 | 290       | 0     | 290   |
| 10    | / Станислав Козаков | 1984—1999 | 262       | 17    | 279   |

| Место | Игрок              | Период    | Голов |
| ----- | ------------------ | --------- | ----- |
| 1     | Валерий Самофалов  | 1976—1990 | 71    |
| 2     | Борис Петров       | 1958—1971 | 67    |
| 2     | Виктор Квасов      | 1962—1971 | 67    |
| 4     | / Эдуард Денисенко | 1981—1993 | 66    |
| 5     | Михаил Калита      | 1982—1987 | 65    |
| 6     | Александр Алексеев | 1975—1983 | 64    |
| 7     | Виктор Ступак      | 1967—1973 | 63    |
| 8     | Алексей Кацман     | 1965—1976 | 53    |
| 9     | Виктор Филин       | 1958—1963 | 48    |
| 10    | Станислав Катков   | 1959—1964 | 46    |

### В чемпионатах Украины
Игроки сыгравшие наибольшее количество игр и забившие наибольшее количество голов за клуб в период проведения чемпионатов независимой Украины. Жирным выделены игроки текущего состава

| Место | Игрок             | Период    | Чемпионат | Кубок | Всего |
| ----- | ----------------- | --------- | --------- | ----- | ----- |
| 1     | Игорь Макогон     | 1992—2002 | 200       | 20    | 220   |
| 2     | Сергей Лавриненко | 1993—2004 | 185       | 16    | 201   |
| 3     | Юрий Богданов     | 1992—2000 | 191       | 9     | 200   |
| 4     | Александр Мызенко | 1994—2006 | 175       | 8     | 183   |
| 5     | Александр Соболь  | 1994—2000 | 158       | 17    | 175   |
| 6     | Самир Гасанов     | 1992—2003 | 148       | 4     | 152   |
| 7     | Юрий Мартынов     | 1994—1999 | 136       | 14    | 150   |
| 7     | Александр Кочура  | 2004—2016 | 144       | 6     | 150   |
| 9     | Леонид Фёдоров    | 1994—1999 | 128       | 15    | 143   |
| 10    | Иван Руснак       | 1994—1999 | 127       | 14    | 141   |

| Место | Игрок              | Период    | Голов |
| ----- | ------------------ | --------- | ----- |
| 1     | Александр Кочура   | 2004—2016 | 41    |
| 2     | Александр Мызенко  | 1994—2006 | 35    |
| 2     | Юрий Мартынов      | 1994—1999 | 35    |
| 4     | Александр Лисковец | 1992—1994 | 28    |
| 5     | Алексей Чичиков    | 2013—2018 | 27    |
| 6     | Самир Гасанов      | 1992—2003 | 25    |
| 7     | Сергей Борисенко   | 1995—1996 | 24    |
| 8     | Иван Рудницкий     | 2011—2018 | 21    |
| 9     | Ярослав Галенко    | 2010—2014 | 19    |
| 10    | Виталий Скиш       | 1992—1999 | 18    |
| 10    | / Игорь Кислов     | 1998—2000 | 18    |
| 10    | Игорь Загальский   | 2012—2018 | 18    |

## Достижения

### Украинская ССР
- Кубок УССР
  - Обладатель (3): 1953, 1973, 1975
  - Полуфиналист (2): 1949, 1956
- Чемпионат УССР
  - Бронзовый призёр: 1955
  - Обладатель первого «Рубинового Кубка» для самой результативной команды республики (73 гола): 1961
- Обладатель Кубка Центрального совета ДСО «Торпедо»: 1953
- Обладатель Кубка республиканского совета профсоюзов: 1954

### Украина
- Высшая лига
  - 6-е место: 1995/1996
- Кубок Украины
  - Полуфиналист (2): 1998/1999, 1999/2000
- Первая лига
  - Победитель (3): 1994/1995, 2002/2003, 2015/2016
- Вторая лига
  - Победитель: 2008/2009 (группа Б)
  - Бронзовый призёр: 1993/1994